# دوايت جارنر (صحفي)
دوايت جارنر (بالإنجليزية: Dwight Garner) هو ناقد أدبي وصحفي أمريكي، ولد في 8 يناير 1965 في فيرمونت في الولايات المتحدة.